# Warszawa Zachodnia
Warszawa Zachodnia je varšavské západní železniční nádraží ve Varšavě.

## Historie

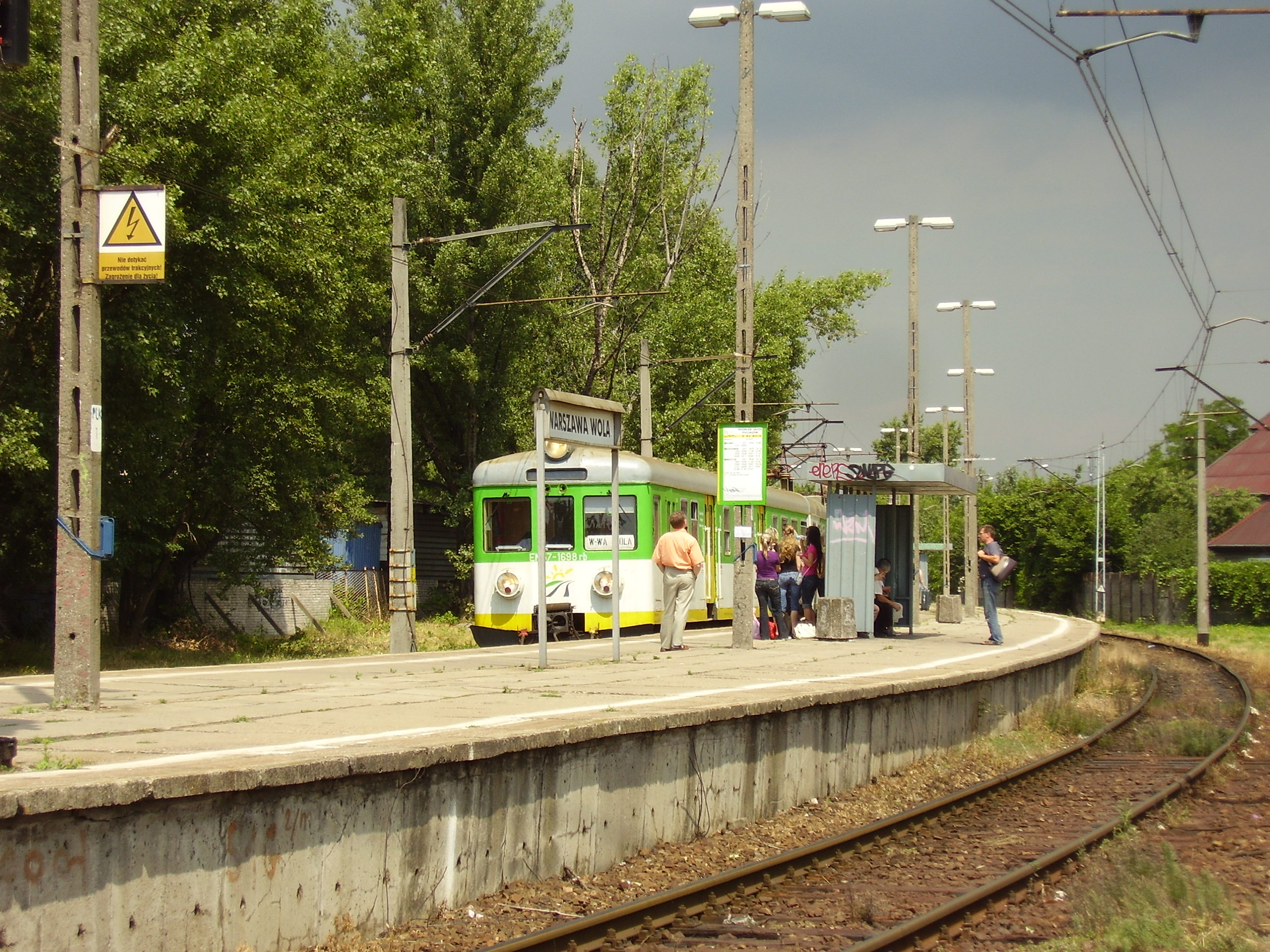
Bývalá zastávka pro regionální dopravu Warszawa Wola (2008)

Železniční stanice Warszawa Zachodnia vznikla v rámci rekonstrukce varšavského železničního uzlu zahájené v roce 1919, otevřena byla v roce 1936. Nicméně až do vypuknutí druhé světové války se nepodařilo vybudovat stálou nádražní budovu železniční stanice, pouze dočasnou. V poválečném období, navzdory velkému významu této železniční stanice, zůstala nadále beze změny.
Teprve v 70. letech byly vybudovány podzemní chodby (podchody) pod nástupišti a dočasná nádražní budova na severní straně stanice. V roce 1974 byl zahájen provoz zastávky pro regionální dopravu Warszawa Zachodnia WKD, která je součástí železniční stanice Warszawa Zachodnia (jedná se o jedno z nástupišť). Dnes slouží dopravci Warszawska Kolej Dojazdowa, který provozuje příměstskou osobní železniční dopravu na vlastní železniční síti.
V roce 1980 na jižní straně železniční stanice, bylo otevřeno centrální autobusové nádraží (polsky) Centralny Dworzec Autobusowy, které je propojeno s železniční stanicí Warszawa Zachodnia systémem podzemních chodeb. V 80. letech byla také vybudovaná zastávka pro regionální dopravu Warszawa Wola na trati do Nasielska. Od 20. května 2012 je součástí stanice jako nástupiště č. 9. Nacházela se ve vzdálenosti cca 200 metrů od železniční stanice Warszawa Zachodnia. Od roku 2018 nese zastávka Warszawa Kasprzaka název Warszawa Wola.

## Železniční doprava
Západní varšavské nádraží slouží dálkovým vnitrostátním spojům jedoucím např. do Krakova (Kraków Główny), Katovic, Gdyně (Gdynia Główna), Vratislavi (Wrocław Główny) a příměstské železnici, zejména spojům společností Koleje Mazowieckie, Szybka Kolej Miejska w Warszawie a Warszawska Kolej Dojazdowa. Obsluhují jej také autobusy.
Koleje Mazowieckie
| Linka | Linka | Směr                                                                                   | Směr |
| ----- | ----- | -------------------------------------------------------------------------------------- | ---- |
|       | KM1   | Warszawa Wschodnia – Warszawa Zachodnia – Pruszków – Żyrardów – Skierniewice           |      |
|       | KM2   | Warszawa Zachodnia – Warszawa Wschodnia – Sulejówek Miłosna – Mińsk Mazowiecki – Łuków |      |
|       | KM3   | Warszawa Wschodnia – Warszawa Zachodnia – Błonie – Kutno                               |      |
|       | KM7   | Warszawa Zachodnia – Warszawa Wschodnia – Otwock – Dęblin                              |      |
|       | KM8   | Warszawa Wschodnia – Warszawa Zachodnia – Piaseczno – Skarżysko-Kamienna / Pilawa      |      |
|       | KM9   | Warszawa Wola – Warszawa Gdańska – Legionowo – Nasielsk – Ciechanów – Działdowo        |      |

Szybka Kolej Miejska w Warszawie
| Linka | Linka | Směr | Směr |
| ----- | ----- | --- | ---- |
|       | S3c   | Legionowo Piaski (*) – Legionowo – Warszawa Śródmieście / Warszawa Centralna (**) – Warszawa Zachodnia – Warszawa Lotnisko Chopina |      |
|       | S2    | Sulejówek Miłosna – Warszawa Śródmieście – Warszawa Zachodnia – Warszawa Lotnisko Chopina                                          |      |
|       | S1    | Otwock – Warszawa Śródmieście – Warszawa Zachodnia – Pruszków                                                                      |      |

(*) Některé linky jsou prodloužené do stanice Legionowo Piaski.
(**) Některé linky směřují přes stanici Warszawa Centralna.
Warszawska Kolej Dojazdowa
| Linka | Linka | Směr | Směr |
| ----- | ----- | --- | ---- |
|       | WKD1  | Warszawa Śródmieście WKD – Warszawa Zachodnia WKD – Pruszków WKD – Podkowa Leśna Główna – Grodzisk Mazowiecki Radońska |      |
|       | WKD2  | Warszawa Śródmieście WKD – Warszawa Zachodnia WKD – Pruszków WKD – Podkowa Leśna Główna – Milanówek Grudów             |      |

## Galerie

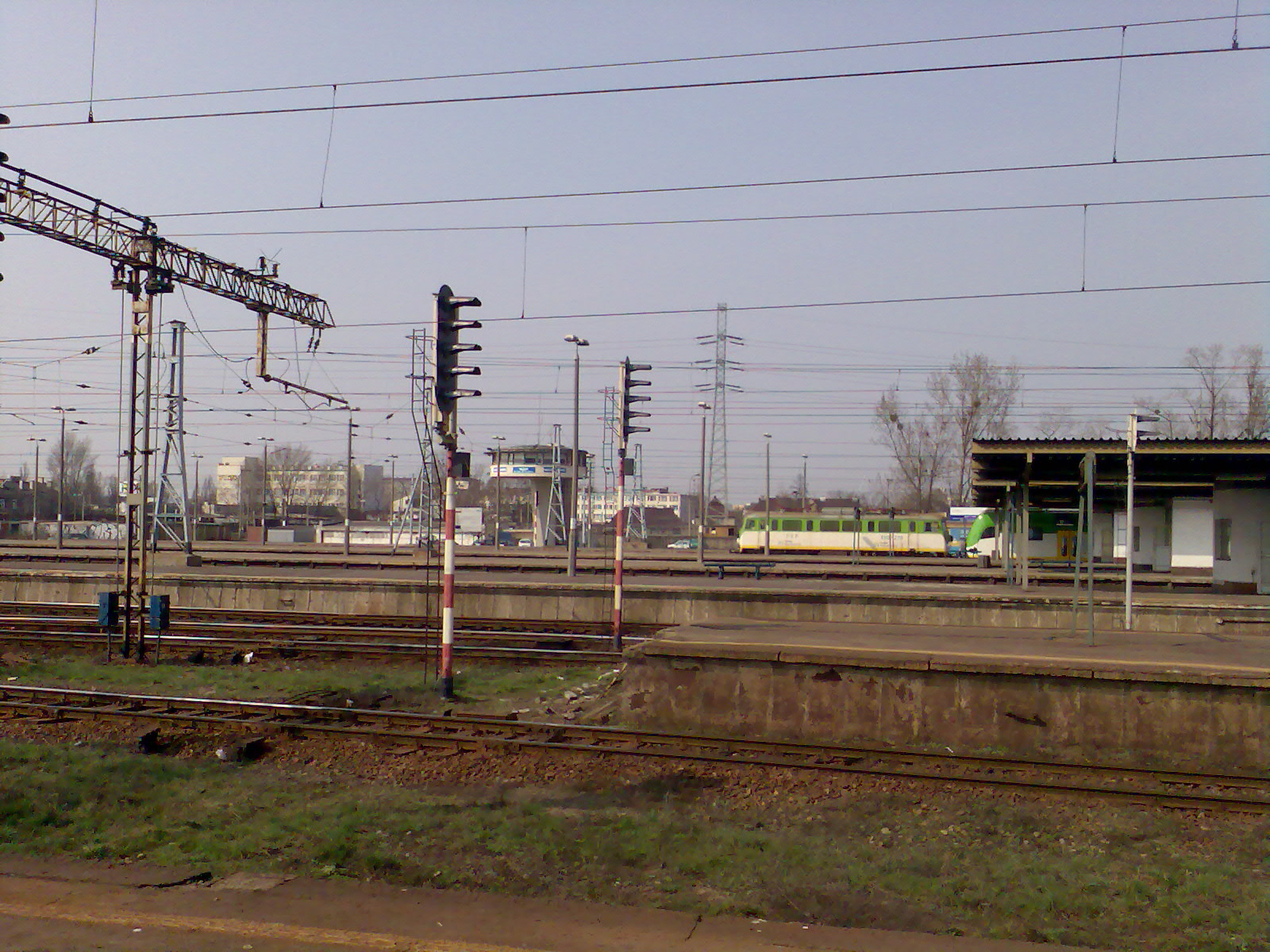
Nástupiště
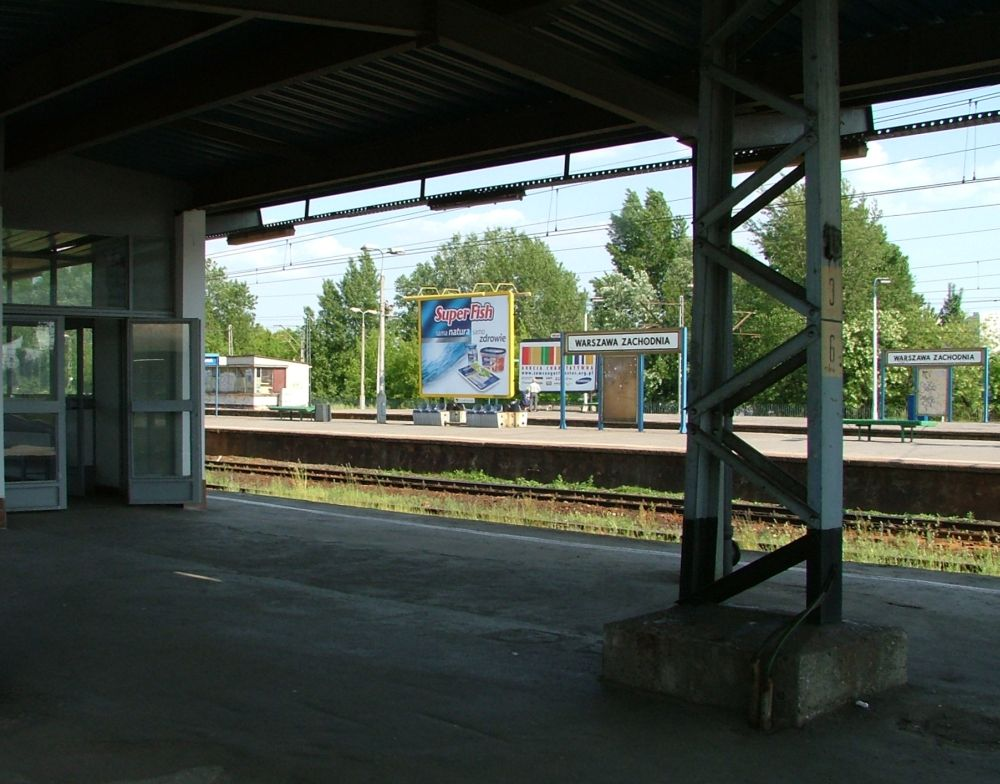
Nástupiště
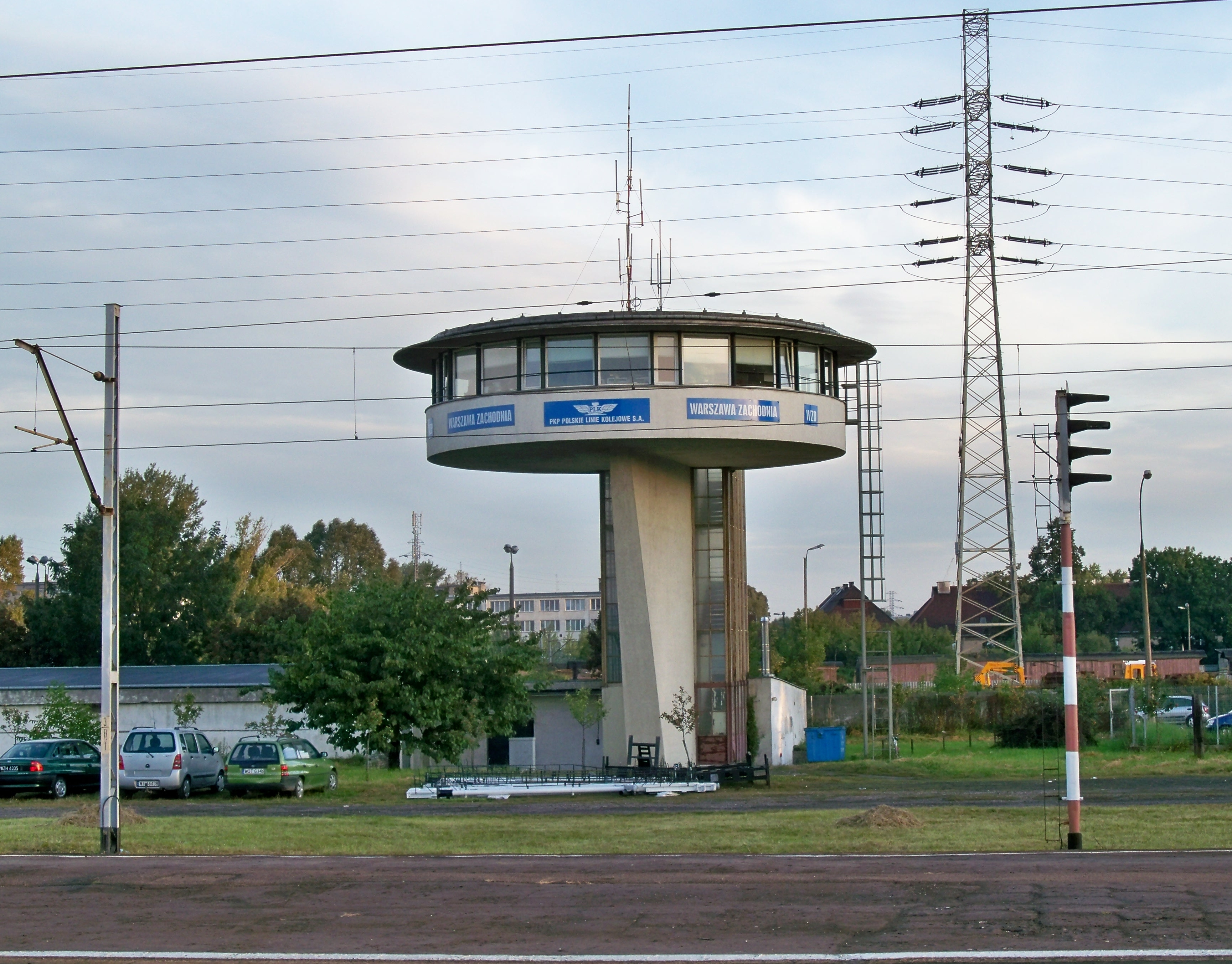
Stavědlo
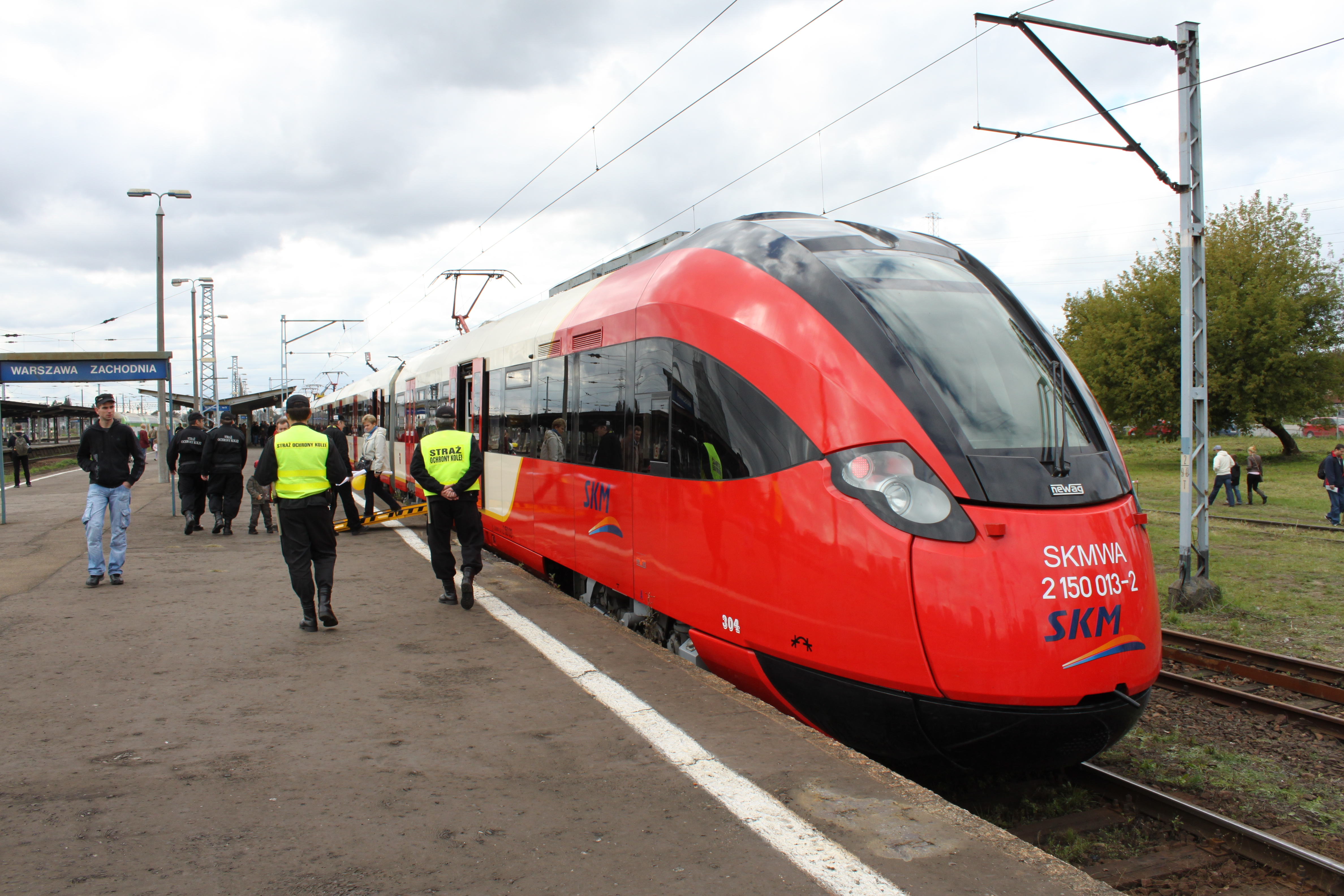
Jeden ze spojů dopravce SKM
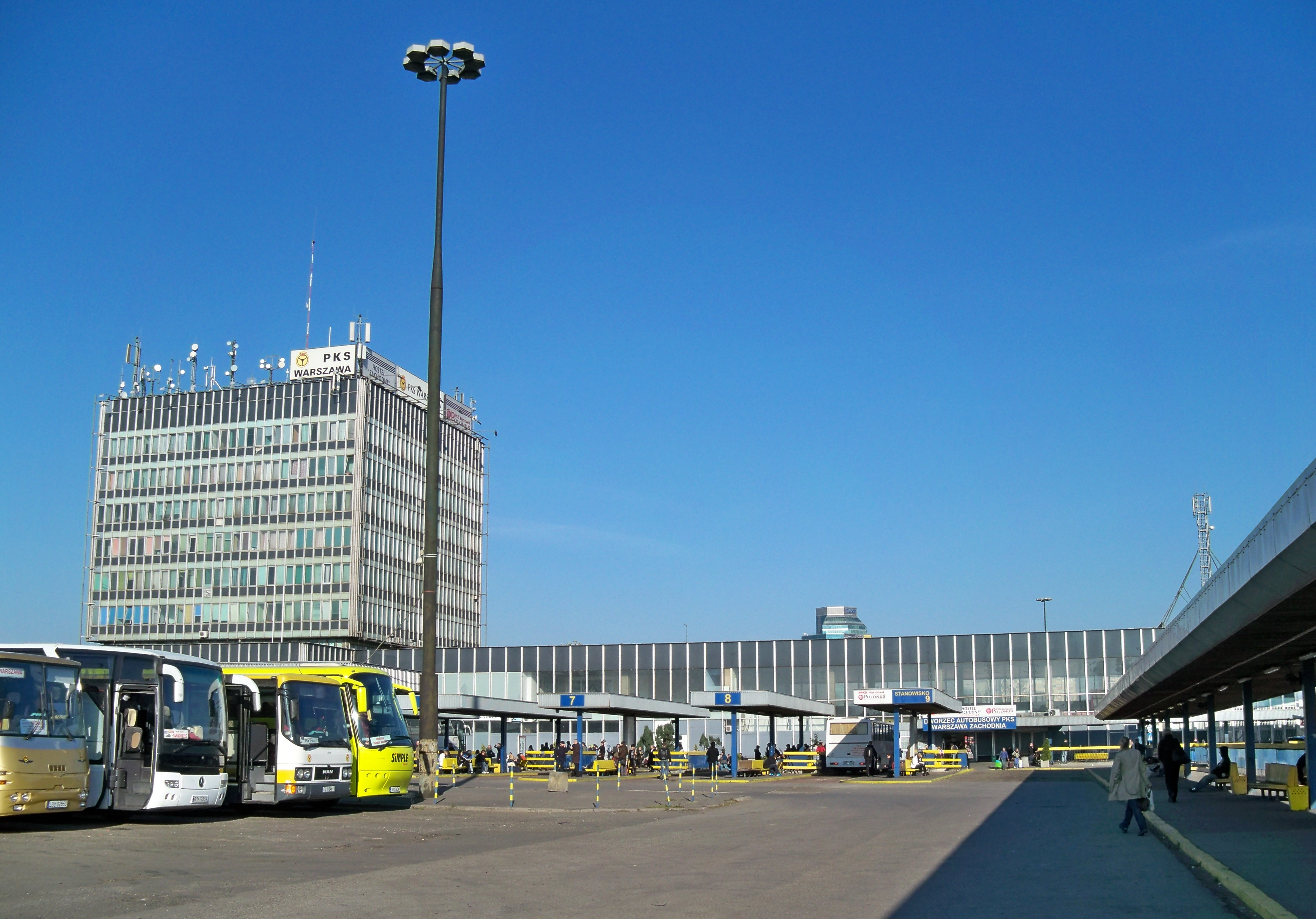
Centrální autobusové nádraží